# Ginés Alejandro López González
Ginés Alejandro López González   (Huércal-Overa, 1950 - 24 de juny de 2024) va ser un farmacèutic botànic espanyol. Va desenvolupar gran part de la seva activitat científica com a professor de Botànica a la Facultat de Farmàcia de la Universitat Complutense de Madrid, de 1973 a 1978; i, en la Facultat de Biologia de la Universitat Autònoma de Madrid de 1978 a 1979, i des de 1979 al Reial Jardí Botànic de Madrid.

## Honors

### Eponímia
En el seu honor s'ha nomenat als híbrids:
- (Amaryllidaceae) Narcissus x genesii-lopezii  Fern.Casas 1987
- (Lamiaceae) Thymus × genesianus Galán Cela 1989